# The Rivers of Belief
The Rivers of Belief – singel i piosenka grupy Enigma z 1991 roku. Piosenkę napisał Michael Cretu. Ukazała się ona najpierw w 1990 roku na albumie MCMXC a.D., następnie jako singel w 1991 roku
Jest to trzecia część głównego utworu "Back to The Rivers of Belief", którego pierwsza część nosi tytuł "Way to Eternity", a druga "Hallelujah".
Singiel "The Rivers of Belief" wyróżnia się samplowym intro Toccaty i fugi d-moll Jana Sebastiana Bacha oraz mówiącym głosem Sandry przed wejściem wersji albumowej.

## Lista ścieżek
1. "The Rivers of Belief" (Radio Edit) – 4:24
2. "The Rivers of Belief" (Extended Version) – 7:49
3. "Knocking on Forbidden Doors" – 3:46

## Notowania
- Szwecja #37
- Wielka Brytania #68